# Борисенко Владислав Олександрович
Владислав Олександрович Борисенко  — український футболіст, нападник МФК «Металург» (Запоріжжя).